# Chuck (serie de televisión)
Chuck es una serie de televisión estadounidense de acción y comedia, creada por Josh Schwartz (creador de The O.C. y Gossip Girl) y Chris Fedak. La serie trata principalmente de Chuck Bartowski, un genio de las computadoras que un día recibe un correo electrónico que contiene codificados en imágenes los secretos más grandes de la CIA, así como también de la Agencia de Seguridad Nacional de los Estados Unidos (NSA). Con dicha información, Chuck debe salvar el mundo mientras trabaja en la tienda de tecnología de vanguardia Compra Más.
La serie está producida en conjunto por College Hill Pictures, Wonderland Sound and Vision y Warner Bros. Television. En Estados Unidos se emitió los lunes a las 20:00h, hora del este de los Estados Unidos, en NBC, inmediatamente antes de la serie Héroes. En Latinoamérica fue emitida por la señal de Warner Channel (que nunca estrenó su última temporada) y en España fue emitida por el canal de cable Calle 13 y por las televisoras autonómicas del país. En Costa Rica fue emitida por Teletica. En Puerto Rico la emitía el canal Telemundo y en México la emitía el Canal 5 de Televisa. En Paraguay se emite por La Tele desde el 7 de agosto de 2021.
La tercera temporada se estrenó el 10 de enero de 2010, con un especial de dos episodios, y un tercer episodio el 11 de enero en su horario regular. El estreno de la tercera temporada obtuvo los más altos índices de audiencia de la serie desde 2007 (a excepción del episodio en 3D transmitido el día después del Super Bowl XLIII): 7,7 millones de espectadores en el primer episodio, y 7,2 millones de espectadores en el segundo.
En mayo de 2010 la NBC renovó a Chuck por una cuarta temporada de trece episodios, que comenzó el lunes 20 de septiembre en su horario habitual (en Estados Unidos). En octubre de ese mismo año la NBC anunció que agregaría 11 episodios más a la temporada, haciendo llegar a ésta a un total de 24 episodios. El 13 de mayo de 2011 la NBC confirmó contra todo pronóstico la renovación de Chuck por una quinta temporada, además de confirmar que sería la última.
El viernes 27 de enero se transmitieron los últimos dos episodios de la serie, con un rating de 4,12 millones de espectadores en el primer episodio y 4,32 para el final de la serie.

## Argumento
Chuck Bartowski es una persona normal que vive su vida tranquilamente en una zona residencial de Los Ángeles, California, con su hermana Ellie. Trabaja en una tienda llamada Compra Más, y específicamente, en el stand Nerd Herd, la división de soporte técnico del Compra Más. Su mejor amigo es Morgan Grimes, vendedor del Compra Más.
El día del cumpleaños 27 de Chuck, este recibe un correo electrónico de Bryce Larkin, un doble agente de la CIA, quien fue amigo de Chuck en la Universidad de Stanford. Dicho correo electrónico contenía los secretos más grandes de la CIA y la NSA, que se descargaron en el cerebro del protagonista una vez que este abrió dicho correo. A partir de ese momento, Chuck se convierte en una computadora que contiene todo sobre las agencias más importantes de Estados Unidos. Por esta razón, ambas agencias envían a expertos agentes para recuperar y proteger dichos secretos. Así, la agente Sarah Walker y el Mayor John Casey aparecen en la vida de Chuck, para ayudarlo a vivir una vida normal mientras se nutren de información sobre los más peligrosos criminales y poder así mantener el orden.
Los episodios suelen contar una misión de Chuck, Sarah y Casey, y paralelamente, las aventuras de Morgan y los demás empleados del Compra Más. En muchos episodios se ven paralelismos entre la situación de la misión y las andanzas del Compra Más. A medida que avanza la serie puede observarse cómo evoluciona la relación entre Chuck y Sarah.

## Reparto

### Protagonistas
- Zachary Levi es Chuck Bartowski, un empleado de la tienda Compra Más (Buy More). El Compra Más es un gran negocio especializado en la venta de productos electrónicos y Chuck es el encargado del Hogar del Friki (Nerd Herd), el servicio técnico de Compra Más. Estudió informática en la Universidad Stanford, aunque no terminó la carrera. Comparte casa con su hermana Ellie y el novio de ella, Devon Woodcomb.
- Yvonne Strahovski es la agente Sarah Walker, una atractiva agente de la CIA, encargada de proteger y ayudar a Chuck. En ciertos momentos de la serie se hace pasar por la novia de Chuck, para mantener su cubierta. Tiene un pasado que no le gusta recordar.
- Joshua Gómez es Morgan Grimes, el mejor amigo desde la infancia de Chuck. Trabajan juntos en el Compra Más. Es un gran aficionado a los videojuegos. Descuidado, relajado e impulsivo, es bastante torpe cuando quiere enamorar a las chicas. Es una de las pocas personas en las que Chuck confiaría ciegamente.
- Adam Baldwin es el Coronel John Casey, un militar de la NSA encargado junto con Sarah de la seguridad de Chuck. Es un tipo duro, alguien al que no le hacen gracia las bromas. En algunas oportunidades, Chuck se refiere a él de forma sarcástica como un robot sin sentimientos. Al igual que Sarah tiene un pasado que no desea recordar.
- Sarah Lancaster es Eleanor "Ellie" Bartowski, la hermana mayor de Chuck. Está comprometida con su novio Devon, con el que convive. Trabaja como doctora en el mismo hospital que Devon. Posteriormente se casan.
- Ryan McPartlin es Devon "Captain Awesome" Woodcombe, pareja de Ellie y gran amigo de su cuñado Chuck, que frecuentemente le llama Capitán Asombroso (Captain Awesome). Es un tipo atlético, práctico y amable. Trabaja como médico en el mismo hospital que Ellie.
- Mark Christopher Lawrence es Michael "Big Mike" Tucker, el voluminoso jefe de color de la tienda Compra Más de Burbank donde trabaja Chuck. Siempre está enojado con algún empleado suyo, aunque en el fondo es un tipo bonachón. Le gustan las rosquillas, los bocadillos de Subway y salir a pescar.
- Vik Sahay es Lester Patel, empleado del Compra Más de origen indio. Trabaja en el Hogar del Friki junto a Chuck. Es bastante menudo, y por eso cuando llega a ser en un tiempo subgerente nadie lo respetaba. No tiene mucha suerte con las mujeres, puesto que su forma de abordar junto con su amigo Jeff es de un estilo bastante acosador.
- Scott Krinsky es Jeffrey "Jeff" Barnes, también trabajador del Hogar del Friki en el Compra Más e inseparable compañero de Lester. Juntos formaron un grupo musical llamado Jeffster. De carácter melancólico, es adicto a los videojuegos de naves, comida chatarra, cervezas y escotes femeninos.

### Personajes recurrentes
- C. S. Lee - Harry Tang, empleado del Compra Más (temporada 1)
- Tony Todd - Director de la CIA Langston Graham (temporada 1; temporada 2 - episodios 1 y 4; temporada 5 - episodio 8)
- Matthew Bomer - Agente Bryce Larkin (temporadas 1 y 2)
- Julia Ling - Anna Wu, empleada del Hogar del Friki del Compra Más (temporada 1 y 2 e invitada en parte de la tercera)
- Bonita Friedericy - General de Brigada Diane Beckman (todas las cinco temporadas)
- Jordana Brewster - Jill Roberts, antigua novia de Chuck (temporada 2)
- Tony Hale - Emmet Milbarge, subdirector del Compra Más (temporada 2 y el primer episodio de la tercera)
- Scott Bakula - Steve Bartowski, padre de Chuck y Ellie (temporadas 2 y 3)
- Brandon Routh - Agente Daniel Shaw (temporada 3; temporada 5 - episodio 8)
- Kristin Kreuk - Hannah, empleada del Hogar del Friki del Compra Más (temporada 3)
- Mekenna Melvin - Alex McHugh, hija de John Casey e interés amoroso de Morgan Grimes (temporadas 3, 4 y 5)
- Linda Hamilton - Mary Elizabeth Bartowski, madre de Chuck y Ellie (temporada 4; temporada 5 - episodio 13)
- Timothy Dalton - Alexei Volkoff/Hartley, jefe de Industrias Volkoff (como Alexei)/Científico de la CIA (como Hartley) (temporada 4)
- Lauren Cohan - Vivian McArthur Volkoff, hija de Alexei Volkoff/Hartley (temporada 4)
- Ray Wise - Riley, agente y amigo personal de Volkoff (temporada 4)
- Richard Burgi - Agente Clyde Decker (episodio 24 de la temporada 4 y en la temporada 5)
- Carrie-Anne Moss - Gertrude Verbanski, espía y directora de Verbanski Corp e interés amoroso de John Casey (temporada 5)
- Angus Macfadyen - Nicholas Quinn, antiguo supervisor de Sarah en la CIA (temporada 5)

### Estrellas invitadas
- Lorena Bernal - La Ciudad/Malena (temporada 1 - episodio 3)
- Matthew Willig - Uri (temporada 1 - episodio 3), Yuri, El devorador (temporada 4 - episodio 12)
- Mini Andén - Agente Carina de la DEA (temporada 1 - episodio 4; temporada 3 - episodio 2; temporada 4 - episodios 15 y 24)
- Rachel Bilson - Lou Palone (temporada 1 - episodios 8 y 9)
- Ivana Milicevic - Agente Ilsa Trinchina (temporada 1 - episodio 12)
- Michael Clarke Duncan - Mr. Colt (temporada 2 - episodio 1)
- Melinda Clarke - Sasha Banacheck (temporada 2 - episodio 2)
- John Larroquette - Agente Roan Montgomery (temporada 2 - episodio 2; temporada 4 - episodio 14)
- Steve Valentine - Von Hayes (temporada 2 - episodio 3)
- Michael Strahan - Mitt (temporada 2 - episodio 3)
- Ben Savage - Mark Ratner (temporada 2 - episodio 4)
- Nicole Richie - Heather Chandler (temporada 2 - episodio 4; temporada 4 - episodio 3)
- Carl Lumbly - Sensei Ty Bennet (temporada 2 - episodio 9)
- Gary Cole - Jack Burton (temporada 2 - episodio 10; temporada 4 - episodio 21)
- Reginald VelJohnson - Alf Pow/primo de Big Mike (temporada 2 - episodio 11)
- Dominic Monaghan - Tyler Martin (temporada 2 - episodio 12)
- Jonathan Cake - Agente Cole Barker (temporada 2 - episodios 15 y 16)
- Robert Picardo - Doctor Busgans (temporada 2 - episodio 16)
- Tricia Helfer - Agente Alex Forrest (temporada 2 - episodio 18)
- Shaun Toub - Mohammed Zamir (temporada 2 - episodio 18)
- Arnold Vosloo - Vincent Smith (temporada 2 - episodios 17, 19 y 21)
- Chevy Chase - Ted Roark (temporada 2 - episodios 19, 21 y 22)
- Vinnie Jones - Karl Stromberg (temporada 3 - episodio 2)
- Armand Assante - Alejandro Goya, Presidente de Costa Gravas (temporada 3 - episodio 3; temporada 4 - episodio 4)
- Steve Austin - Hugo Panzer (temporada 3 - episodio 5; temporada 4 - episodio 3)
- Angie Harmon - Sydney Prince (temporada 3 - episodio 4)
- Tony Sirico - Matty (temporada 3 - episodio 8)
- Louis Lombardi - Scotty (temporada 3 - episodio 8)
- Robert Patrick - Coronel Keller (temporada 3 - episodio 10)
- Fred Willard - Craig Turner (temporada 3 - episodio 15)
- Swoosie Kurtz - Laura Turner (temporada 3 - episodio 15)
- Christopher Lloyd - Dr. Leo Dreyfus (temporada 3 - episodio 16)
- Dolph Lundgren - Guardaespaldas Marco (temporada 4 - episodio 1)
- Karolína Kurková - Sofia Stepanova (temporada 4 - episodio 2)
- Lou Ferrigno - Guardaespaldas (temporada 4 - episodio 2)
- Isaiah Mustafa - G.R.E.T.A./Capitán Richard Noble (temporada 4 - episodios 2 y 18)
- Stacy Keibler - G.R.E.T.A./Capitana Victoria Dunwoody (temporada 4 - episodios 3 y 18)
- David Bautista, Jr. - Mercenario T. I. (temporada 4 - episodio 5)
- Eric Roberts - Mercenario Packard (temporada 4 - episodio 5)
- Joel Moore - Mercenario Mackintosh (temporada 4 - episodio 5)
- Robert Englund - Dr. Wheelwright (temporada 4 - episodio 6)
- Richard Chamberlain - Adelbert De Smet, "El belga" (temporada 4 - episodios 8 y 9)
- Summer Glau - G.R.E.T.A. (temporada 4 - episodio 8)
- Lesley-Ann Brandt - Fatima Tazi (temporada 4 - episodio 14)
- Lou Diamond Phillips - Augusto Gáez (temporada 4 - episodio 15)
- Mark Hamill - Jean-Claude (temporada 5 - episodio 1)
- Justin Hartley - Wesley Sneijder (temporada 5 - episodio 2)
- Rebecca Romijn - Agente Robyn Cunnings (temporada 5 - episodio 6)
- Stan Lee - Versión ficticia de sí mismo (temporada 5 - episodio 7)
- Tim DeKay - Kieran Ryker (temporada 5 - episodio 8)
- Cheryl Ladd - Emma (temporada 5 - episodio 8)
- Bo Derek - Versión ficticia de sí misma (temporada 5 - episodio 10)

## Producción

### Concepción
Josh Schwartz y Chris Fedak escribieron el guion para el primer episodio, que obtuvo luz verde para ser rodado en enero de 2007. Schwartz y Fedak asistieron a la Universidad del Sur de California y el segundo planteó la idea a Schwartz, que accedió a desarrollar el proyecto con él. Joseph McGinty Nichol, productor ejecutivo de Schwartz en The OC, dirigió el primer episodio de la serie y posteriormente se convirtió en productor ejecutivo a través de su compañía de producción, Wonderland Sound and Vision. Fedak, Peter Johnson, Scott Rosenbaum, Matthew Miller y Allison Adler también ocuparon el rol de coproductores ejecutivos. La NBC dio a la serie un total de trece episodios para la primera temporada el 10 de mayo de 2007. El 26 de noviembre de 2007, TV Guide anunció que la NBC alargaría la serie con una temporada completa de 22 episodios.

### Casting
Zachary Levi y Adam Baldwin fueron los dos primeros en unirse al reparto en febrero de 2007 en los papeles de Chuck Bartowski y el veterano agente de la NSA John Casey, respectivamente. Fedak siempre tuvo en cuenta a Baldwin para el papel de John Casey y los productores descubrieron que el actor se "ajustaba perfectamente" al personaje durante la sesión de casting. Posteriormente, Yvonne Strahovski fue elegida para el papel protagonista femenino interpretando a la agente de la CIA Sarah Walker. El casting continuó a lo largo de marzo con las incorporaciones de Sarah Lancaster, Joshua Gomez y Natalie Martinez para los papeles de la Dra. Ellie Bartowski (hermana mayor de Chuck), Morgan Grimes (el mejor amigo de Chuck) y Kayla Hart (vecina de Chuck e interés de amor), respectivamente. Sin embargo, el personaje de Kayla Hart se suprimió del libreto final antes de la filmación, porque los creadores Chris Fedak y Josh Schwartz consideraron poco probable y muy complicado para la historia que dos mujeres fueran el interés amoroso del protagonista desde el principio. El apellido de Morgan fue más tarde cambiado a "Grimes" y el apellido de Sarah fue cambiado a "Walker", ya que antes era "Kent".